# Diritti LGBT in America meridionale
     Matrimonio omosessuale
     Altri tipi di unione
     Nessun riconoscimento o dati non disponibili
     Matrimonio omosessuale proibito dalla costituzione
     Omosessualità illegale

Situazione legislativa in America meridionale
Matrimonio omosessuale
Altri tipi di unione
Nessun riconoscimento o dati non disponibili
Matrimonio omosessuale proibito dalla costituzione
Omosessualità illegale

Questa è una lista di tutte le leggi in America meridionale che concernono l'omosessualità ed è organizzata alfabeticamente per regione.
Va osservato che l'elenco non deve essere assunto a rappresentare uno standard per misurare un punto di vista della nazione, di per sé. Le nazioni che hanno mantenuto leggi negative possono, in pratica, essere meno oppressive delle leggi che invece vengono consigliate, cosicché le leggi non vengono messe in atto. Allo stesso modo, un paese che manca di leggi contro il comportamento omosessuale può essere caratterizzato da una cultura che è apertamente ostile e che così perseguita gli individui con altri mezzi. 
Nessuna nazione ha mai criminalizzato unicamente il sesso lesbico; bensì si ha la criminalizzazione di tutte le forme di comportamento omosessuale o solo di quella maschile. L'omosessualità rimane illegale in circa 70 paesi, compresi quelli che proibiscono anche la sodomia eterosessuale. Il concetto di sodomia può includere il sesso anale, il sesso orale, la fornicazione (intesa come adulterio) o qualsiasi altro comportamento sessuale che non persegue la procreazione all'interno del matrimonio.

## Tabella per stato
Nella seguente tabella, se non indicata, l'età del consenso per le relazioni omosessuali è la stessa di quella per le relazioni eterosessuali; al contrario, viene indicata se differente.
Le nazioni in grassetto sono quelle nazioni che ancora posseggono leggi contrarie all'omosessualità o che non posseggono leggi contrarie ma che comunemente la condannano, se non specificamente, con altre leggi. 
In testo normale sono le nazioni che non condannano l'omosessualità o che, per di più, posseggono leggi antidiscriminatorie. 
Nella colonna "Leggi specifiche contro l'omosessualità", è indicata specificamente il precedente fattore; l'asterisco equivale all'eccezione: se posto con il NO, lo stato non condanna l'omosessualità specificamente, ma lo fa per altre vie; se posto con il SI, lo stato condanna l'omosessualità, ma quest'ultima rimane, in vari modi, tollerata.
Nella sezione "Note aggiuntive", pur sembrando una ripetizione dei dati precedenti, sono inserite le relative specificazioni sulle leggi (se noti, l'articolo legislativo e la legge stessa, o parte di essa), eventuali note di chiarimento o l'anno di decriminalizzazione/criminalizzazione dell'omosessualità.
| Nazione         | Matrimonio    | Adozione congiunta | Adozione dei figli del partner | Unioni Civili                  | Leggi specifiche contro l'omosessualità | Pena                              | Leggi contro la discriminazione sulla base dell'orientamento sessuale | Note aggiuntive |
| --------------- | ------------- | ------------------ | ------------------------------ | ------------------------------ | --------------------------------------- | --------------------------------- | --------------------------------------------------------------------- | --- |
| Argentina       | Sì            | Sì                 | Sì                             | Sì                             | No                                      | -                                 | Sì                                                                    | L'omosessualità viene decriminalizzata nel 1886. Non esistono leggi anti-discriminazione specifiche, ma alcuni accenni sono presenti nella costituzione e, le città che prevedono le unioni civili ne hanno introdotte di proprie. L'età del consenso (16 anni) è equiparata. Le unioni civili sono state introdotte nel 2003 nelle città di Buenos Aires e nella Provincia di Río Negro e nel 2007 nella città di Villa Carlos Paz. Dal 2010 i matrimoni omosessuali (e di conseguenza le adozioni) sono legali in Argentina. |
| Bolivia         | No            | No                 | No                             | Sì                             | No                                      | -                                 | Sì                                                                    | Proibisce costituzionalmente la discriminazione basata sull'orientamento sessuale e l'identità di genere dal 2009. Le unioni omosessuali sono registrate dal 2020. |
| Brasile         | Sì            | Sì                 | Sì                             | Sì                             | No                                      | -                                 | Sì                                                                    | L'omosessualità viene decriminalizzata nel 1830. Dal 1989 si hanno leggi anti-discriminazione. Nel 2004 lo stato di Rio Grande do Sul è stato il primo a introdurre le unioni civili. |
| Cile            | Sì            | Sì                 | Sì                             | Sì                             | No                                      | -                                 | Sì                                                                    | L'omosessualità è legale dal 1998. Proibisce la discriminazione basata sull'orientamento sessuale, l'identità di genere e l'espressione di genere dal 2012. L'età del consenso è equiparata a 14 anni. |
| Colombia        | Sì            | Sì                 | Sì                             | Sì                             | No                                      | -                                 | Sì                                                                    | L'omosessualità è stata decriminalizzata nel 1981. L'età del consenso è equiparata a 14 anni e dal 1991 esistono leggi anti-discriminazione. Le unioni civili, che prevedono gli stessi diritti per le coppie etero e omosessuali, sono state introdotte nel 2007. |
| Ecuador         | Sì (dal 2019) | No                 | No                             | Sì (unioni di fatto dal 2008)  | No                                      | -                                 | Sì                                                                    | L'omosessualità viene decriminalizzata e non più discriminata dal 1997. L'età del consenso è equiparata a 14 anni. |
| Guyana          | No            | No                 | No                             | No                             | Sì (solo maschile)                      | 2-10 anni di prigione - Ergastolo | No                                                                    | La sezione 352 del Codice Penale prevede che Ogni persona maschile, che in pubblico o privato, commette, o fa commettere, o procura o tenta di procurare la commissione, da parte di una qualsiasi persona maschile, di un atto di grande indecenza con una qualsiasi altra persona maschile è colpevole di un delitto e perseguibile con l'imprigionamento per due anni. La sezione 352 dichiara poi che Chiunque (a) tenti di commettere sodomia; o (b) assalga una qualsiasi persona con l'intento di compiere sodomia; o (c) essendo maschio, indecentemente assalga una qualsiasi altra persona maschile, è colpevole di un crimine e punibile con l'imprigionamento per dieci anni. Infine l'articolo 354 prevede che Chiunque commetta sodomia, sia con un essere umano che con un'altra qualsiasi creatura vivente, è colpevole di un crimine e punibile con l'imprigionamento a vita. La Guyana è l'unico Stato sudamericano che mantiene esplicitamente illegale l'omosessualità. |
| Guyana francese | Sì            | Sì                 | Sì                             | Sì (Pacte civil de solidarité) | No                                      | -                                 | Sì                                                                    | Vigono le leggi francesi. |
| Isole Falkland  | Sì (dal 2017) | Sì (dal 2017)      | Sì (dal 2017)                  | Sì (dal 2017)                  | No                                      | -                                 | Sì (dal 2008)                                                         | |
| Paraguay        | No            | No                 | No                             | No                             | No                                      | -                                 | No                                                                    | L'omosessualità è legale dal 1924 (non esiste una legislazione specificatamente contraria). |
| Perù            | No            | No                 | No                             | No                             | No                                      | -                                 | Sì                                                                    | L'omosessualità è legale dal 1924 (non esiste una legislazione specificatamente contraria). Proibisce costituzionalmente la discriminazione basata sull'orientamento sessuale e l'identità di genere dal 2017. |
| Suriname        | No            | No                 | No                             | No                             | No                                      | -                                 | Sì (dal 2015)                                                         | L'omosessualità è legale dal 1944 (non esiste una legislazione specificatamente contraria). L'età del consenso è posta a 18 anni, anziché ai 16 dei rapporti eterosessuali. Le pene per la violazione di tale legge (entro i limiti dell'età del consenso eterosessuale) sono però poco attuate. |
| Uruguay         | Sì            | Sì                 | Sì                             | Sì                             | No                                      | -                                 | Sì                                                                    | L'omosessualità è stata decriminalizzata nel 1934 e l'età del consenso è equiparata a 15 anni. Le leggi anti-discriminazione esistono dal 2003 e le unioni civili sono state introdotte nel 2007. Le adozioni di minori per compagni omosessuali sono legali dal 2009. |
| Venezuela       | No            | No                 | No                             | No                             | No                                      | -                                 | Sì                                                                    | L'omosessualità è legale e le leggi anti-discriminazione sono state introdotte nel 1999. |